# Trial of Tears (canción de Dream Theater)
Trial of Tears es la última pista del álbum Falling Into Infinity de la banda de metal progresivo Dream Theater. Tiene una duración de 13:07 minutos, convirtiéndose en la canción más larga del álbum. Está dividida en tres partes: It's Raining, Deep In Heaven (instrumental) y The Wasteland.

## Versiones
Aparece en los álbumes en vivo Once in a LIVEtime y Live at Budokan, y forma parte del medley Schmedley Wilcox en el DVD Chaos in Motion 2007-2008 y en Breaking the Fourth Wall (DVD)(2014)
- Datos: Q5652713